# Spațiu median

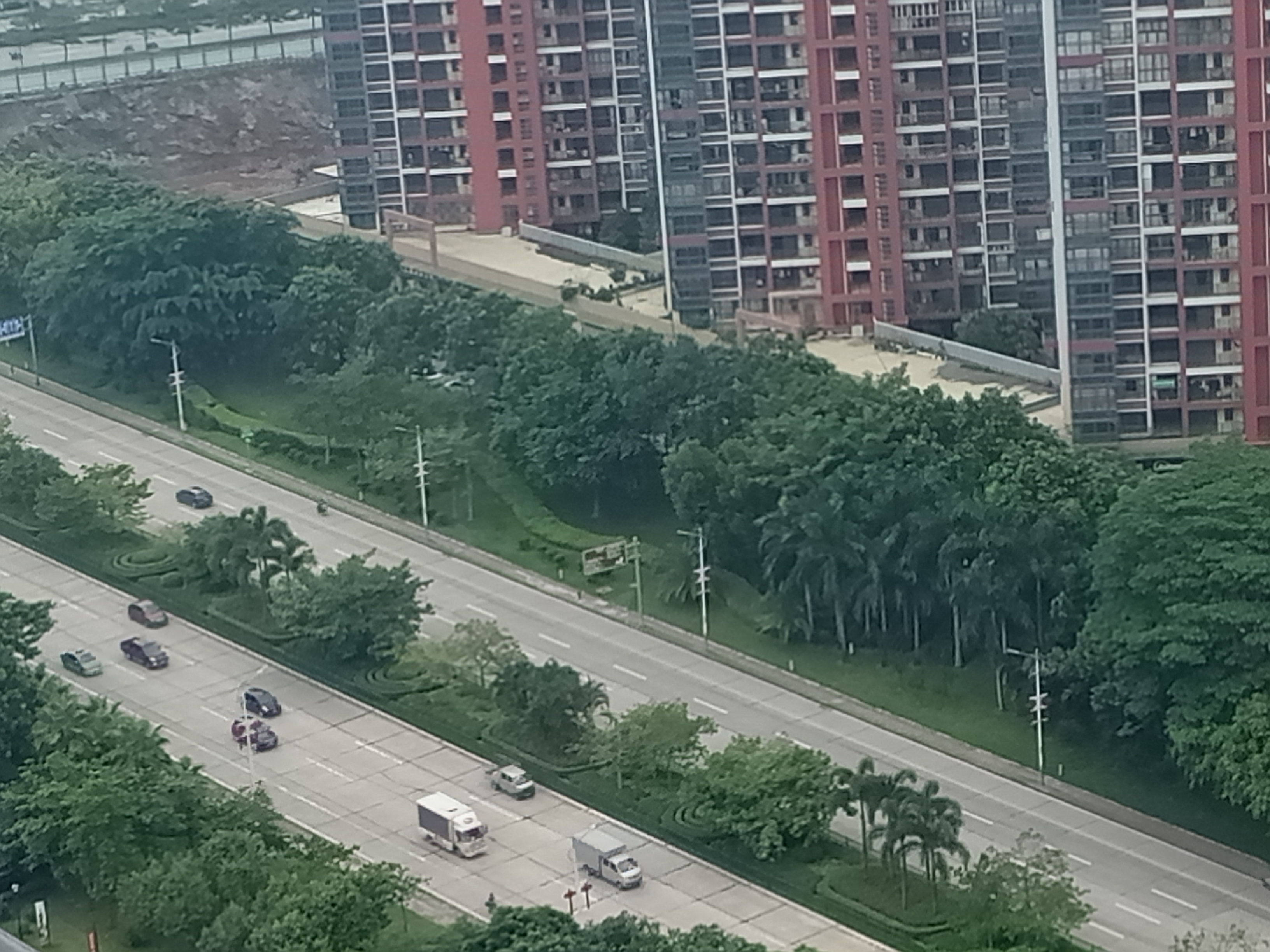
Spațiu median amenajat cu vegetație.

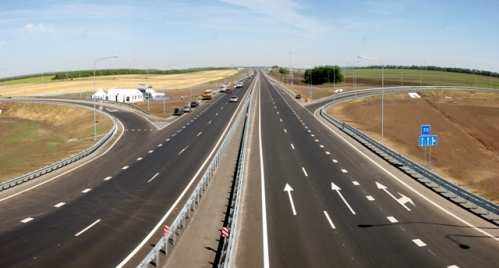
Spațiu median cu parapet de protecție.

Spațiul median se referă la zona situată între benzile de circulație opuse ale unei căi rutiere, cum ar fi o autostradă sau un drum expres. Acest spațiu are rolul de a separa fluxurile de trafic în direcții opuse și de a spori siguranța rutieră. Spațiul median poate varia de la un simplu șanț până la o zonă amenajată cu vegetație, ziduri de protecție sau bariere de siguranță.

## Caracteristici
Spațiul median este esențial în proiectarea drumurilor de mare viteză și are multiple scopuri, inclusiv:
- Separarea fluxurilor de trafic: Spațiul median previne coliziunile frontale între vehiculele care circulă în direcții opuse [1].
- Reducerea riscurilor: Poate include elemente de siguranță, cum ar fi barierele de protecție sau zidurile de siguranță, care contribuie la prevenirea accidentelor grave [2].
- Estetica și vegetația: Spațiul median poate fi amenajat cu vegetație pentru a îmbunătăți aspectul estetic al drumului și pentru a contribui la protecția mediului [3].

## Tipuri de spațiu median
1. Spațiu median neamenajat: Un șanț sau o zonă neamenajată, fără elemente de siguranță sau vegetație, folosită în principal pentru separarea fizică a benzilor de circulație .
2. Spațiu median amenajat: Include vegetație, elemente de siguranță, sau alte caracteristici pentru a preveni accidentele și a îmbunătăți aspectul drumului .
3. Spațiu median cu barieră de protecție: Dotat cu bariere de protecție pentru a preveni pătrunderea vehiculelor în direcția opusă în cazul unui accident .

## Resurse și reglementări
Pentru informații suplimentare despre spațiile mediane și reglementările aferente, consultați sursele oficiale ale autorităților de transport și siguranță rutieră. 